# Мирјана Веселиновић Хофман
Др. Мирјана Веселиновић-Хофман (Београд, 29. јун 1948) српска је музиколошкиња. Она је међународно истакнута и награђивана научница у пољу музикологије, покретачица и једна од оснивача Музиколошког друштва Србије, председавајућа Управног одбора Регионалне асоцијације за проучавање музике Балкана у оквиру Интернационалног музиколошког друштва и уредница међународног музиколошког часописа „Series Musicologica Balcanica“. Такође је чланица уредништва „Зборника Матице српске за сценске уметности и музику” и чланица стручне редакције за израду Српске енциклопедије у Матици српској. На њену иницијативу 1993. је покренут Интернационални часопис за музику „Нови звук“/ "New Sound" International Journal of Music, чија је уредница од његовог првог броја. 

## Биографија
Мирјана Веселиновић-Хофман је дипломирала 1971. године на Факултету музичке уметности Универзитета у Београду где је и магистрирала 1973. године. На Филолошком факултету Универзитета у Београду докторирала је са темом „Стваралачка присутност европске авангарде у нас“.
Цео радни век је провела као професорка на Факултету музичке уметности где је радила и као шефица Катедре за музикологију и предавала на Интердисциплинарним докторским студијама теорије уметности и медија. Такође је годинама била професорка на Академији уметности у Новом Саду, сарађивала са Универзитетом за музику и драму из Ростока, Еразмо Универзитетом из Ротердама. Од 2003. до 2005. радила је на Департману за музику Универзитета Преторија где је предавала историју европске музике.
Као представник Универзитета Преторија, била је чланица међународног научног тима који је током 2005. године радио на истраживачком пројекту „Musicаl Listening Habits of College Students in Finland, Slovenia, Sоuth Africa, and Texas“ 
Била је руководилац научних пројеката Катедре за музикологију Факултета музичке уметности и Матице српске.
Писала је за часопис „Музикологија“,  рецензирани научни часопис који издаје Музиколошки инсистут САНУ као и деведесетак студија и есеја објављених у разним часописима и зборницима код нас и у иностранству. Радила је као музичка критичарка на Трећем програму Радио Београда и за дневни лист Политика. Иницирала је фестивал Музика у Србији који је непосредно претходио данашњој Међународној трибини композитора.
Значај педагошког и научно-истраживачког рада и утицаја Мирјане Веселиновић Хофман се огледа и у свечаном зборнику „Изазови савремене музикологије. Есеји у част проф. др Мирјане Веселиновић Хофман / „Challenges in Contemporary Musicology. Essays in Honor of Prof. Dr. Mirjana Veselinović-Hofman„ (2018) за чије објављивање се окупило преко четрдесет музиколога из земље и света.

## Приказ дела - избор
„Stvaralačka prisutnost evropske avangardе u nas"
Ова обимна студија произашла је из докторске дисертације коју је ауторка одбранила 25.12.1981. на Филолошком факултету у Београду. Бави се питањем авангардне уметности са полемичког становишта, а у српској музикологији по први пут 'рашчишћава' овај појам у односу на музику. Теоретски разматра појам авангарде у светским размерама, описује га и дефинише у дијалектичком динамизму фаза, а потом уводи појам 'локалне авангарде'... да би се концентрисала на светску музичку сцену и њене авангардне појаве (од додекафоније и четвртстепене музике па до контролисане и неконтролисане алеаторике). Следи уочавање линија предратне ('Прашка група') и послератне српске авангарде (Јосиф, Радић,Бергамо, Озгијан, Максимовић) где као централну личност сагледава композитора Владана Радовановића, но обрађује и рана дела тада тек долазеће групе аутора рођених после рата (Хофман, Трајковић, Стефановић). Њен закључак завређује и данас да буде цитиран: 
„Авангарда, по својој природи, није синтеза. У тренутку када то постане, тачније, када постане елемент једне синтезе, она више и не представља авангарду већ један од отворених рудника традиције.“— Мирјана Веселиновић-Хофман, Stvaralačka prisutnost evropske avangardе u nas
„Umetnost i izvan nje – poetika i stvaralaštvo Vladana Radovanovića"
Прилаз разноврсном и тешко обухватљивом стваралаштву В.Радовановића (које и излази из поља музике па и уметности) учињен је теоријски, као дешифровање, разумевање и објашњавање једне јединствене поетике, па је упосебљен на пољу музике (са одабраним примерима). Ауторка се на неки начин идентификовала са предметом свог изучавања по строгој доследности и истрајности експертске анализе у којој је, на макроплану, прихватила Радовановићу близак сферни / кружни ток и драматургију бесконачности, којој наука ипак треба да пружи коначне закључке. Ауторка је за то користила аутопоетичке и аутотеоријске ставове самог композитора и направила његов портет „изнутра“, као тумачење опуса чија је опсесија он сам, као једина тема властите уметности. Студија, дакле, започиње композиторовом поетиком онако како ју је сам сагледао и дефинисао, наставља се анализом његовог стваралаштва изван музике (са посебним освртом на воковизуел), па на дела „са музиком и око музике“ (полимедији и метамузика), да би се концентрисала на Радовановићево музичко стваралаштво, и то пре свега на електронску музику чији је и пионир у нашој средини. Његов поетички модел сагледава на примеру „Полифоније 9“ (1957) и тумачи га као „језгро“ његовог стваралаштва. Парадоксално, а генијално, ауторка сагледава поетику В.Радовановића као „сасвим природан пут ка неокласицизму.“ Наравно, „реч је о принципу неутралности и објективистичке дистанце.“ Стога је његова музика самодовољан објекат са „идејом средишног у ужем смислу“ и са непрестаном интермедијалном акцијом којом његова дела постоје „у уметности и изван ње“.
„Fragmenti o muzičkoj postmoderni"
Прва књига у Србији која музиколошки обрађује тему постмодерне учинила је то „фрагментима“ који се уклапају у целовит поглед који проистиче из јединствене парадигме. Она почива на једном техничко-технолошком поступку, а то је рад са материјалом на нивоу узорка (цитат), модела (лажни узорак, парафраза) и узора (интерпетација, симулација). Следи разграничење између неокласицизма и постмодернизма који користе исте ове захвате, али са различитих позиција и са другим поетичким смислом, а потом и начин како се разни композитори постмодерне односе према традицији и поменутој парадигми. Многи примери који следе као „фрагменти“ сложени су по генерацијској припадности композитора и измешани су по националностима. Највише простора добили су, ипак домаћи аутори, Срђан Хофман и Зоран Ерић. Закључак примећује да „у логици тока музичке историје непрекинуто траје значењска релација која се успоставља између сигнификанта и сигнификата и отвара нове нивое уланчаног, а 'презначујућег' деловања означитеља... остварујући својеврсна значењска 'наслојавања'“. Следи увиђање појетичког процеса у коме прималац естеске поруке и сам утиче на њу у оквиру естезијске акције која се, дакле, 'распрскава' у различите смерове од којих се на сваком од њих успоставља уланчаност логике означавања (знак—означитељ—нови знак...). Постмодерна, дакле, „гради посебан метод музичког дискурса који је заснован на реконструисању традиције као поруке“.
Из рецензије:
„... трактат богат драгоценим имфирмацијама и суптилним аналитичким разматрањима, али пре свега оригиналним мислима које продубљено осветљавају суштину третиране проблематике...“ (Властимир Перичић)
„Књига др Мирјане Веселиновић-Хофман... је изузетан пионирски пример у домену интертекстуалне расправе постмодерне музике, постмодерне теорије и услова конституисања постмодерног музиколошког дискурса.“ (Mишко Шуваковић) 
Пред музичким делом – Огледи о међусобним пројекцијама естетике, поетике и стилистике музике 20. века. Једна музиколошка визура
„Пред музичким делом – Огледи о међусобним пројекцијама естетике, поетике и стилистике музике 20. века. Једна музиколошка визура"
Др Мирјана Веселиновић-Хофман је сакупила властита релевантна истраживања око предмета Естетика, поетика и стилистика музике 20. века, који су слушали студенти завршне године музикологије. Практична, упорна, радознала и исцрпна, ауторка је сачинила много више од уџбеника, јер је била вођена личном професионалном потребом да по први пут у нашој средини сакупи, проучи, разврста, укрсти и музиколошки надгради све доступне релевантне ставове из делокруга музичке естетике, поетике и стилистике 20. века, а из пера водећих светских и домаћих композитора, музичких уметника, филозофа и естетичара, људи од којих су неки мислили само на једну композицију, неки само на властити опус, а неки на целокупну постојећу музику; неки само на једно изричито теоријско, стилско или естетскио питање, а неки на читав филозофски систем.
Своје истраживање Мирјана Веселиновић-Хофман је остварила на границама онога што се данас сматра музичким делом у традиционалном смислу речи, онога што је "opus perfectum ed absolutum". Имајући у виду такав 'предмет свог предмета', дакле самостално музичко дело дефинисано партитуром, посматрала га је кроз естетику, аналитику, поетику и стилистику већ поменутих уметника, филозофа и научника и то из три смера која су постала и три велика поглавља њене књиге: "Ка делу: метод" (1), "Дело: објектност, доживљај, свест" (2) и "Дело у друштву; друштво у делу" (3). Дакле, ова студија је научно и критичко разматрање теоријских ставова око неколико кључних тема везаних за музику сагледану кроз музичко дело: о аутономији музике, о видовима постојања музике, о начинима како је слушамо и доживљавамо, а потом и како је тумачимо. Последње поглавље бави се релацијама између дела и друштвене средине, тамо где је настало и где се сва поменута питања артикулишу и разрешавају.
Да би остварила своје основно истраживање ауторка је прошла веома обимну литературу: понекад су то биле књиге и студије најразличитијег садржаја и не увек директно усмерене на предмет, најчешће многобројни написи у стручним и научним часописима, али понекад и епистоларна грађа, белешке, па чак и апокрифни поетски записи разбацани по непрегледном свету текстова кроз који је ауторка пропутовала у свом научном номадизму. Увек веома концизна и концентрисана на предмет, она је постигла изванредну 'густину' свог текста где је све усредсређено на једноставну схему: изношење (најчешће навод) одређеног ауторског става, па његов коментар, тумачење и укрштање са другим ставовима. Његово место у специфичној 'решетки' макрохијерархије ове студије ауторка је већ у припреми тачно одредила, тако да следи образлагање зашто је то баш тако и учинила и зашто се, у односу на одређено питање, тај естетичко-стилистички став цитира и елаборира баш у датом контексту. Дакле, 'питања распоређују ауторе', односно, три основне теме у вези са музичким делом (и њихове подтеме) диктирају и избор аутора, њихову заступљеност у овој студији, место где ће се у њој наћи и са којим својим ставовима. Мирјана Веселиновић-Хофман је своја основна питања (као и мрежу питања која из њих произилазе), засновала на наизглед модернистичким традицијама музикологије по којима једна теоријска раван са три поменуте групе питања мора бити довољна да препокрије свој предмет у целини (што је прагматички оправдано будући да се ова књига користи и као уџебеник), али и као постмодерни мислилац који се служи модернистичким фантазмом да би приказао како се свака обухватнија мисао о музици данас распрскава о њене неизмерне звучне обале. Правећи књигу о томе шта су све многобројни уметници, естетичари и филозофи мислили о музици током 20. века, ауторка је приказала, у изразито густој диспозицији, како се сва та мишљења и певања могу узглобити, међусобно укрстити (сукобити, подржати, еволуирати) у односу на три њена кључна питања, али и да их њихов предмет, Музичко Дело, увелико надраста и засењује. Кренувши из срца западноевропског модернистичког дискурса – Музичког Дела око кога је концентрисано сво петовековно музичко стваралаштво наше цивилизације – приказала је како се оно обнавља на сопственим фантазмима и митемама: како музика рађа традицију, а традиција музику. 
У том смислу је, већ у уводу своје књиге, ауторка и представила властиту дефиницију музикологије (и сопствених метода) као изразито постмодерне дисциплине која и постоји само кроз укрштање, сукобљавање, међусобно подржавање и еволуирање других научних и теоријских дисциплина које користи као своје. Уосталом, она је, у нашој средини, прва и изградила, научно освестила и теоријски образложила тај савремени интердисциплинарни модел музиколошке компетенције. 
Ауторка започиње ову своју студију самодефинисањем савремене музикологије ("Ка делу: метод") а наставља је питањима која поставља о музичком делу, а према обвјективизму, онтологији музике и херменеутици музике: који су све видови испољавања аутономне музичке логике (односно – како се композиторске и музиколошке поетике односе према делу као "опипљивом објекту" у партитури), потом где се све у музици (као делу) могу пронаћи "онтолошки центри" (односно -- питања измичућих порекла и природе музике: како и где дело постоји) да би се дошло и до херменеутике (разумевање, смисао и значење музике). Последњи велики одељак ове студије смешта музику у друштвене односе 20. века и посматра њене социолошке аспекте: како се музика изводи, слуша, доживљава и тумачи у конкретном друштвеном екружењу. 
Ауторка је, дакле, пронашла, изабрала, разврстала, протумачила и хијерархијски распоредила релевантне ставове по свим овим питањима великог броја светских и домаћих музичких стваралаца, естетичара и филозофа, од Теодора Адрона, Карла Далхауса и Романа Ингардена, преко Паула Хиндемита, Игора Стравинског и Арнолда Шенберга, до Пјера Булеза, Ђерђа Лигетија и Џона Кејџа, од  Сјузан Лангер и Умберта Ека до Лоренса Крејмера, Сјузан Меклари и Роуз Розенгард-Суботњик; од Милоја Милојевића до Владана Радовановића, од Берислава Поповића до Енрика Јосифа, од Властимира Перичића до Драгутина Гостушког. 
Да је ова студија (која се објављује као "огледи о међусобним пројекцијама естетике, поетике и стилистике музике 20. века" и као "једна музиколошка визура") заправо естетика музике из пера музиколога, сведочи већ и њена неупоредива заснованост на распореду и јединственој елаборацији већ поменутих питања где цитати и наводи служе и да ауторка избруши властите аналитичке и уопште научне нишанске справе и усмери их на врхунску дисциплину музикологије – естетику.
У целој овој књизи латентно је присутно и на више места се прикривено истиче једно – за музику ултимативно важно – питање: шта је композитор, "проналазач" или "откривач" музике?  Да ли се његова акција може сматрати "произвођењем" или "извођењем"?  

## Награде
- Велика плакета Универзитета уметности у Београду 2010. године [3]
- Награда „Стана Ђурић-Клајн” за изузетан укупан дугогодишњи допринос области српске музикологије (2018).[12]

## Дела
- Пред музичким делом – Огледи о међусобним пројекцијама естетике, поетике и стилистике музике 20. века. Једна музиколошка визура. Београд: Завод за уџбенике, 2007.
- Fragmenti o muzičkoj postmoderni. Novi Sad: Matica srpska, 1997. Fragmente zur musikalischen Postmoderne. Frankfurt am Main (etc.): Peter Lang Verlag, 2003.
- Umetnost i izvan nje – poetika i stvaralaštvo Vladana Radovanovića. Novi Sad: Matica srpska, 1991.
- Stvaralačka prisutnost evropske avangarde u nas. Beograd: Univerzitet umetnosti, 1983.
- Krešimir Baranović: stvaralački uspon. Zagreb: Jugoslavenska akademija znanosti i umjetnosti, 1979.
- Krešimir Baranović. Minimonografija. Beograd: Udruženje kompozitora Srbije, 1975.
- Milivoj Crvčanin. Minimonografija. Beograd: Udruženje kompozitora Srbije, 1972.